# Honasigere, Tumkur
Honasigere là một làng thuộc tehsil Tumkur, huyện Tumkur, bang Karnataka, Ấn Độ.